# The British Blues Quintet
The British Blues Quintet war eine englische Blues- und Rhythm and Bluesband, die 2006 von fünf Musikern der britischen Bluesszene der 1960er-Jahre gebildet wurde. Nach Unstimmigkeiten durch die Teilnahme einiger Bandmitglieder an Jon Lord’s Blues Project löste Colin Allen 2013 die Band auf.

## Besetzung
- Zoot Money (Keyboards und Gesang)
- Colin Allen (Schlagzeug)
- Maggie Bell (Gesang)
- Colin Hodgkinson (Bass und Gesang)
- Miller Anderson (Gitarre und Gesang)
- Frank Diez (Gitarre)

## Diskografie
- Live in Glasgow (recorded at the Ferry) (2007)[1]